# Carvium
 (septembre 2012).
Si vous disposez d'ouvrages ou d'articles de référence ou si vous connaissez des sites web de qualité traitant du thème abordé ici, merci de compléter l'article en donnant les références utiles à sa vérifiabilité et en les liant à la section « Notes et références ».
Carvium, aujourd'hui Herwen-De Bijland, était un castellum et vicus romain de la défense du Limes du Rhin de Germanie inférieure.

## Histoire
Il ne reste plus grand-chose de Carvium, le cours du Rhin s'étant modifié au cours des siècles ayant probablement tout effacé. Il a dû être occupé du début du Ier siècle jusqu'au IVe siècle. 
Construit pendant le règne de Caligula (37-41) ou pendant le commandement du général Corbulo en Germanie inférieure en 47. Le premier castellum, - probablement en bois - est restauré après la révolte du peuple des Bataves (69-70) et reconstruit après la visite d'Hadrien dans les Pays-Bas en 121. Il est à nouveau remanié pendant le règne des Sévères pour être détruit en 275. Il a été occupé au IVe siècle.[précision nécessaire]
Une inscription mentionne la présence de la Cohorte II Civium romanorum equitata pia fidelis, probablement au deuxième siècle.
Près de Carvium, un large môle a probablement dû servir à réguler le cours du Rhin et le Canal de Drusus. Tacite précise qu'il fut démoli lors de la révolte des Bataves durant l'été 70, mais il fut probablement restauré. On n'en connaît pas l'exacte situation, mais une inscription, retrouvée lors d'un dragage du Rhin mentionne ce môle:
| Marcvs MALLIVS Marci Filivs GALERia tribv GENVA MILEs LEGionis I RVSONi centvria ANNOrvm XXXV STIPendiorvm XVI CARVIO AD MOLEM SEPVLTVS EST EX TESTamentvm HEREDES DVO FECervnt | M(arcus) Mallius M(arci) f(ilius) Galer(ia) Genua mile(s) leg(ionis) I (centuria) Rusonis anno(rum) XXXV stip(endiorum) XVI Carvio ad molem sepultus est ex test(amento) heredes duo f(aciendum) c(uraverunt) | Marcus Mallius fils de Marcus, du district Galérien de Gènes Soldat de la première légions, centurie Rusonus, 35 ans, a, après 16 ans de service à Carvium près du môle été enterré. Selon ses volontés ses deux héritiers érigèrent (cette tombe). |

Le nom de Carvium a survécu dans Herwen, le nom de la ville moderne. Il y a maintenant une marina où se trouvait le fort.
Un projet de reconstitution, Noviolocus est en cours d'étude.

### Recherches archéologiques
Au cours de travaux de dragage[Quand ?], une large bande de gravats de construction a été trouvée dans la zone, dans laquelle une pierre commémorative du légionnaire Marcus Mallius qui est enterré à "Carvium ad molem", Carvium sur la digue. L'existence de ce barrage est connue d'une autre source historique. Tacite mentionne le barrage construit par le général Nero Claudius Drusus en 12 av. J.-C.
En construisant le barrage, Drusus espérait augmenter le débit du Rhin, rendant le fleuve plus navigable. Durant le règne de Drusus, il était prévu de conquérir également la zone au-dessus du limes, mais son fils Claude a décidé que le Rhin deviendrait la frontière nord de son empire.
```
 Voir 
Mole de Drusus
 
(nl)
 pour l'article principal sur ce sujet.
```

### Destruction de la forteresse
Selon Tacite, la forteresse et la digue qu'elle gardait ont été détruites lors de la révolte batave menée par Julius Civilis en 70 apr. J.-C.

### Reconstrution
A en juger par une inscription trouvée sur une pierre trouvée dans la zone du fort, datée de 171/190 apr. J.-C., le fort a dû être reconstruit. Chalcidicus était alors préfet de la Cohors II Civium Romanorum, qui était stationnée dans la province de Germanie inférieure. Selon Jan Kees Haalebos (nl), Chalcidicus a pris le commandement de l'unité vers 175.